# Alessandro D'Errico
Alessandro D'Errico (18 de novembro de 1950) é um prelado italiano da Igreja Católica. Ele passou sua carreira no serviço diplomático da Santa Sé e foi Núncio Apostólico na Líbia e em Malta de 2017 a 2022.

## Biografia
Alessandro D'Errico nasceu na comuna italiana de Frattamaggiore, na cidade metropolitana de Nápoles, em 18 de novembro de 1950 filho de Alberto e Rosa, née Vitale, o primeiro de cinco filhos.
Estudou no seminário de Aversa e foi ordenado sacerdote da Diocese de Aversa em 24 de março de 1974. Ele recebeu o título de bacharel em filosofia na Universidade de Nápoles, licenciatura em Direito Canônico na Pontifícia Universidade Lateranense e bachalerado em teologia no Seminário Teológico Papal de São Luís. Finalmente, obteve um diploma da Pontifícia Academia Eclesiástica.

## Carreira diplomática
Entrou para o serviço diplomático da Santa Sé em 5 de março de 1977 e ocupou cargos na Tailândia (1977-1981), Brasil (1981-1984), Grécia (1984-1986), Itália (1987-1992) e Polônia (1992-1998).
Em 14 de novembro de 1998, Papa João Paulo II o nomeou arcebispo titular de Carini e Núncio Apostólico no Paquistão.
Recebeu a consagração episcopal do Papa João Paulo II em 6 de janeiro de 1999.
Em 21 de novembro de 2005, o Papa Bento XVI o nomeou Núncio na Bósnia-Herzegovina.
Em 17 de fevereiro de 2010, Bento XVI o nomeou Núncio em Montenegro.
Em 21 de maio de 2012, o papa o nomeou Núncio na Croácia.
Em 27 de abril de 2017, Papa Francisco o nomeou Núncio em Malta e em 10 de junho de 2017 também Núncio na Líbia.
O Papa Francisco aceitou a sua renúncia ao cargo de núncio em 30 de abril de 2022.